# Георгиос Сарандопулос
Георгиос Сарандопулос (на гръцки: Γεώργιος Σαραντόπουλος) е гръцки просветен деец и деец на Гръцката въоръжена пропаганда в Македония от началото на XX век.

## Биография
Георгиос Сарандопулос е роден в Солун. Работи като учител, а също така взема дейно участие в гръцката въоръжена пропаганда в Македония. Започва да ръководи гумендженския андартски комитет.